# オホーツク海縦貫線
オホーツク海縦貫線（オホーツクかいじゅうかんせん）とは、北海道の北東のオホーツク海沿岸、南稚内-網走間を鉄道路線で結ぼうとする構想。オホーツク本線などと称されたが、現実化しなかった。

## 概要
オホーツク海沿岸に断続的に敷設されていた鉄道路線の未成区間を建設して、網走と南稚内間約335キロメートルを一本の鉄道路線としようという構想である。1980年代の特定地方交通線廃止の過程で鉄道路線廃止を食い止めるため、網走管内総合開発期成会が管内開発と赤字ローカル線問題の検討の中で着想し網走支庁を通じ釧路・宗谷方面へと呼びかけた。
この構想が生まれた当時、オホーツク海沿岸には、以下の路線が敷設されていた。
- 天北線の一部（南稚内駅 - 浜頓別駅）
- 興浜北線（浜頓別駅 - 北見枝幸駅）
- 興浜南線（雄武駅 - 興部駅）
- 名寄本線の一部（興部駅 - 中湧別駅）
- 湧網線（中湧別駅 - 網走駅）

いずれの路線も相互連絡が悪く、赤字で経営環境は厳しく廃止対象に上がっていた。北見枝幸と雄武の間は、興浜線の未成区間で、この区間が開通すれば網走から稚内までが鉄道でつながる。このことから、上記路線の沿線自治体は、未成区間を完成させオホーツク海側の鉄道を一本化し乗り換えを減らす直通運転の実施や、水産物を中心とした貨物や流氷を中心とした観光需要の掘り起こしなどによって経営を改善させ、国鉄路線としての存続もしくは第三セクター化の形での存続を構想した。
1981年8月26、27日に沿線の宗谷・網走・上川管内の開発期成会主要メンバーが東京で国鉄、運輸省、自民党へ最初の陳情活動を行い、オホーツク本線の実現と同線に繋がる美幸線の存続を訴えた。9月11日には興浜線敷設建設促進期成会の定期総会で「オホーツク本線敷設構想」を打ち上げ、構想提案を決議した。10月28日には紋別市で「オホーツク本線建設促進期成会」を設立、紋別市の金田武市長が会長を務め、事務レベル研究会には興浜南・北線沿線の4町と期成会事務局の紋別市とオブザーバーとして網走・宗谷支庁と北海道庁が参加した。
雄武 - 北見枝幸間の未開通区間は第三セクター方式の考慮も必要とされ、興浜線の開通には3年がかりで、約100億円を要するといわれた。
1982年4月23日にはオホーツク本線建設促進期成会で初の事務レベル研究会を開き、興浜線の全通を目指すとしたが、オホーツク本線には第1次特定地方交通線の興浜南線、興浜北線が含まれるなど、もともと採算的に厳しく、仮に全通しても維持するのが極めて厳しいという見方が強かった。
1982年時点では、第一段階として興浜線未成区間を建設した上で興浜線全線を第三セクター運営とし、初年度は1.4億円の赤字、10年間で14億円の累積赤字を見込み、沿線開発・振興のため存続させるとして、国策による廃止のため国や道からの支援を当て込む試算とし、期成会は転換交付金の上積み、国鉄による除雪実施、第三セクターへの道の出資を求めていた。同年10月27日には期成会が既存鉄道と未成区間（雄武 - 北見枝幸間）を繋ぐバスを使って網走から稚内まで約11時間かけての体験乗車デモを行う活動も見られたが、その後1984年12月10日に道が第三セクター方式での存続を断念したことから、1985年2月8日には興浜南線・北線の廃止とバス転換が決定したものの本線構想の検討を続けるとしていたが、結果的には未成区間の工事が再開されることはなく、上記5路線は1985年から1989年にかけてすべて廃止された。
なお、構想路線には網走―東釧路間の釧網本線や、根北線、標津線を含める見解もある。釧網本線は網走 - 斜里（現・知床斜里）間でオホーツク海沿岸を通る。根北線は斜里から内陸の根北峠を越えて標津線根室標津へ至る予定線だった。